# Zentralbankrat
Der Zentralbankrat war das oberste Organ der Deutschen Bundesbank. Zu seinen Aufgaben zählten die Geld-, Kredit-, Währungs- und Geschäftspolitik. Er war insbesondere zuständig für die Festlegung der Leitzinsen (Diskontsatz, Lombardsatz). Der Rat bestand aus dem Präsidenten und Vizepräsidenten der Deutschen Bundesbank sowie Mitgliedern des Direktoriums und den Präsidenten der Landeszentralbanken. Da die Bundesbank seit Januar 1999 im Hinblick auf die Festlegung der Leitzinsen lediglich ein Ausführungsorgan der EZB ist, sind dem Zentralbankrat die Aufgaben der Leitzinsfestlegung entzogen. Mit dem 7. Gesetz zur Änderung des Gesetzes über die Deutsche Bundesbank vom 30. April 2002 wurde deshalb der Zentralbankrat abgeschafft.
Auch die Bank deutscher Länder, die Vorgängerinstitution der Bundesbank, hatte einen Zentralbankrat. In diesem waren die Mitglieder des Direktoriums – anders als ab 1957 bei der Bundesbank – nicht unabhängig; vielmehr war der BdL-Präsident ihnen gegenüber weisungsberechtigt.